# Che Jung
Che Jung (čínsky pchin-jinem Hé Yǒng, znaky 何勇; * 10. října 1940) je bývalý čínský komunistický politik, původně inženýr-strojař povýšil až na ředitele podniku, poté přešel do politických úřadů. Do vyšších funkcí se propracoval koncem 80. let, zastával postupně úřady zástupce vedoucího organizačního oddělení ÚV KS Číny (1986–1987), náměstka ministra kontroly (1987–1998) a ministra kontroly (1998–2003); byl členem stálého výboru ústřední komise pro kontrolu disciplíny KS Číny (1992–2012) a zástupcem jejího tajemníka (1997–2012), členem ústředního výboru (1997–2012) a tajemníkem sekretariátu ústředního výboru (2002–2012) KS Číny.

## Život
Che Jung se narodil 10. října 1940 v okrese Čchien-si na severovýchodě provincie Che-pej. Roku 1958 vstoupil do Komunistické strany Číny. V letech 1960–1967 studoval na Tchienťinské univerzitě na katedře přesných přístrojů a měření. Po ročním čekání na pracovní uplatnění byl v červenci 1968 přidělen do továrny na výrobu tanků v provincii Chu-pej, kde začal jako technik, postupně stoupal výš a nakonec se stal ředitelem továrny (1978–1983). V roce 1983 byl přeložen do provinčního úřadu pro vědu a obranu jako zástupce vedoucího. V roce 1985, po vzniku státního ministerstva zbrojní výroby, převzal vedení personálního úseku na ministerstvu.
Roku 1986 byl Che Jung jmenován zástupcem vedoucího organizačního oddělení ÚV KS Číny, na starosti měl hodnocení výkonnosti úředníků na úrovni náměstků ministra a výše. Poté, co byl generální tajemník ÚV Chu Jao-pang v lednu 1987 donucen k rezignaci, došlo k otřesům i v organizačním oddělení. Odešel vedoucí oddělení Wej Ťien-sing, který byl jmenován ministrem nově zřízeného ministerstva kontroly a Che Jung se stal jeho náměstkem. Na XIV. sjezdu KS Číny v říjnu 1992 byl zvolen členem ústřední komise pro kontrolu disciplíny a jejího stálého výboru (znovuzvolen 1997, 2002 a 2007), nejvyššího kontrolního a disciplinárního orgánu strany.
Na XV. sjezdu KS Číny v září 1997 byl zvolen členem ústředního výboru (znovuzvolen 2002 a 2007), potvrzen ve stálém výboru komise pro kontrolu disciplíny a zvolen jedním ze zástupců tajemníka komise. V nové vládě jmenované v březnu 1998 povýšil z náměstka na ministra kontroly. Na XVI. sjezdu KS Číny v listopadu 2002 byl potvrzen ve funkci člena stálého výboru a zástupce tajemníka ústřední komise pro kontrolu disciplíny, přičemž se stal prvním zástupcem tajemníka. Současně byl zvolen tajemníkem sekretariátu ÚV KS Číny. S uplynutím funkčního období vlády v březnu 2003 opustil ministerský úřad. Na XVII. sjezdu KS Číny v říjnu 2007 byl potvrzen v sekretariátu i ve funkci prvního zástupce tajemníka ústřední komise pro kontrolu disciplíny. Jako tajemník sekretariátu ÚV a druhý muž v disciplinární komisi byl blízkým spolupracovníkem generálního tajemníka ÚV Chu Ťin-tchaa, jehož důvěru a podporu si získal.
Na XVIII. sjezdu KS Číny v listopadu 2012 již pro vysoký věk nekandidoval do vedení strany a odešel do důchodu.